# Carl Schröter (Politiker)
Carl Schröter (* 29. Mai 1887 in Neustadt in Holstein; † 25. Februar 1952 in Kiel) war ein deutscher Politiker (DVP und CDU). Er war von 1946 bis 1951 Vorsitzender des Landesverbands und von 1947 bis 1950 Vorsitzender der Landtagsfraktion der CDU Schleswig-Holstein.

## Leben und Beruf
Nach dem Abitur in Kiel absolvierte Schröter ein Studium der Philologie an der Christian-Albrechts-Universität zu Kiel und der Universität Halle. Anschließend war er als Lehrer in Kiel an einem Gymnasium und an der Marinefachschule für Verwaltung und Wirtschaft tätig. 1933 wurde er aufgrund des von den Nationalsozialisten erlassenen Gesetzes zur Wiederherstellung des Berufsbeamtentums aus dem Schuldienst entlassen und arbeitete seitdem als privater Sprachlehrer. Danker und Lehmann-Himmel charakterisieren ihn in ihrer Studie über das Verhalten und die Einstellungen der Schleswig-Holsteinischen Landtagsabgeordneten und Regierungsmitglieder der Nachkriegszeit in der NS-Zeit als „oppositionell / gemeinschaftsfremd“ und „Nonkonformisten“.
Carl Schröter war verheiratet und hatte ein Kind.

## Partei
Schröter engagierte sich bis 1918 für die Nationalliberale Partei und initiierte auch die Gründung nationalliberaler Jugendvereine. Nach der Novemberrevolution 1918 gehörte er zu den Mitbegründern der Deutschen Volkspartei (DVP) in Schleswig-Holstein.
Nach dem Ende des Zweiten Weltkrieges begründete Schröter mit anderen in Schleswig-Holstein die Demokratische Union (DU) und wurde im Januar 1946 auch deren Landesvorsitzender. In dieser Funktion wirkte er entscheidend an dem im Februar 1946 vollzogenen Anschluss der Demokratischen Union an die CDU mit und wurde zum ersten Landesvorsitzenden der CDU in Schleswig-Holstein gewählt. Dieses Amt hatte er bis Juni 1951 inne.
Die Minderheit der DU unter ihrem stellvertretenden Vorsitzenden Peter Christel Asmussen vollzog die Fusion nicht mit und gründete im März 1946 den FDP-Landesverband Schleswig-Holstein.

## Abgeordneter
Carl Schröter gehörte von 1924 bis 1928 dem Preußischen Landtag an.
Am 26. Februar 1946 wurde er von der britischen Besatzungsmacht zum Abgeordneten im Landtag von Schleswig-Holstein ernannt. Schröter gehörte anschließend auch dem zweiten ernannten Landtag an und war von 1947 bis zur Niederlegung seines Mandates am 21. Mai 1950 über die Landesliste gewähltes Mitglied des Landtages, wo er Vorsitzender der CDU-Landtagsfraktion und damit auch Oppositionsführer war. Daneben gehörte Schröter 1947/48 dem Zonenbeirat der britischen Besatzungszone und 1948/49 dem Parlamentarischen Rat an.
Von 1949 bis zu seinem Tode war er als direkt gewählter Abgeordneter des Wahlkreises Segeberg – Neumünster schließlich Mitglied des Deutschen Bundestages und dort ab dem 17. Januar 1950 stellvertretender Vorsitzender der CDU/CSU-Bundestagsfraktion.